# Ion Irimescu
Ion (Nicu) Irimescu (n. 27 februarie 1903, Arghira, România – d. 29 octombrie 2005, Fălticeni, Suceava, România) a fost un sculptor român, profesor și membru al Academiei Române.

## Biografie
Centenarul artist plastic român a fost fiul lui Petre Irimescu, proprietar, și al Mariei Cazaban, pedagogă; a mai avut frați pe Alexandru și Verona. După absolvirea școlii primare nr. 1 din Fălticeni între anii 1910-1915, urmează cursul secundar la Liceul Nicu Gane din același oraș (1915-1924), unde a participat la punerea în scenă a unor piese de teatru, pictând decorurile. Între 1924 și 1928 este student al Școlii Naționale de Arte Frumoase din București, unde i-a avut ca profesori de sculptură pe Dimitrie Paciurea și Oscar Han. În timpul studenției a pictat biserica cu hramul Sf. Arhangheli Mihail și Gavril din Oprișeni-Fălticeni. În 1928, după absolvirea Școlii Naționale de Arte Frumoase este numit profesor de desen la Școala Normală „Ștefan Cel Mare” din Fălticeni. În anul 1933 s-a căsătorit cu Eugenia Augustina Melidon, profesoară. Este profesor de desen la  Gimnaziul din Pașcani (1933) și titular al catedrei de desen la Liceul C.F.R. din același oraș (1934). În 1936 este numit profesor de desen la Liceul C.F.R „Aurel Vlaicu” din București până în 1939 când este profesor de desen și caligrafie la Liceul teoretic de băieți „Radu Greceanu” din Slatina.

## Operă, expoziții, colecții, muzee

Statuia lui Constantin Brâncuși, Parcul Herăstrău, București (1967)

Monumentul "Constantin Brâncuși" din Târgu Jiu, 1976

În anul 1928, la absolvirea academiei, are loc debutul său la Expoziția de Pictură și Sculptură din București, unde a expus lucrarea Eden. În anul 1929 participă la Salonul oficial de pictură și sculptură, unde expune Nud de fată și la Salonul artiștilor francezi. În 1930, obținând o bursă de studii pentru Școala Română de la Fontenay-aux-Roses, pleacă la Paris și se înscrie la Académie de la Grande Chaumière, unde lucrează sub îndrumarea profesorului Joseph Bernard, fiind în special influențat de sculptura lui Antoine Bourdelle. În 1932 i se acordă Mențiunea de onoare a Societății artiștilor francezi, pentru lucrarea Autoportret, expusă la Salonul de primăvară de la Paris. La Salonul de toamnă de la Paris din același an participă cu lucrarea Portret de fată.
Din 1933, anul întoarcerii în România, Ion Irimescu participă la toate expozițiile organizate, atât în țară cât și în străinătate. În 1940 este numit profesor la Academia de Belle Arte din Iași, mai târziu (1950) la Cluj, iar din 1966 funcționează ca profesor de sculptură la Institutul de Arte Plastice "Nicolae Grigorescu" din București.
În 1942 este prezent la Salonul oficial al Moldovei din Iași, unde i se acordă premiul Ministerului Culturii și al Artelor. Tot în anul 1942, participă la Expoziția de Artă românească din cadrul Bienalei de la Veneția, cu lucrarea Cap în stil florentin.
În 1956 participă la Bienala din Veneția, expunând la pavilionul românesc 15 lucrări, iar în 1961 expune la Expoziția de sculptură contemporană, organizată pe lângă Muzeul Rodin din Paris. Expune de asemeni la Berna, Helsinki, Budapesta, Dresda, Moscova, Varșovia, Praga, Paris, Stockholm, Londra, Roma, Berlin, Bonn, Istanbul, Ankara, Tel Aviv, Damasc, Cairo, Alexandria.
În 1975 donează muzeului orașului Fălticeni un mare număr de sculpturi și desene, cu care se înființează Colecția „Ion Irimescu”. Este ales în 1978 președinte al Uniunii Artiștilor Plastici din România, unde activează până în 1989. 
La 27 februarie 2003 Academia Română îl sărbătorește cu prilejul împlinirii vârstei de 100 de ani. Este al doilea artist român aflat în viață la sărbătorirea Centenarului său, după Cella Delavrancea.
La sfârșitul vieții, s-a retras la Fălticeni, unde s-a ocupat de muzeul care adăpostește jumătate din operele sale și pe care Irimescu le-a donat orașului (aproximativ 300 sculpturi și 1000 desene), dând naștere astfel celei mai mari colecții permanente de autor din România. Una dintre lucrările lui, statuia prințului cărturar Dimitrie Cantemir, se află la Biblioteca Ambrosiana din Milano, între statuile lui Dante și Shakespeare. 
Ion Irimescu a relatat că în cursul unei întrevederi cu Nicolae Ceaușescu, i-a prezentat acestuia intenția de a ridica la Fălticeni o statuie din bronz, în mărime naturală, a lui Mihail Sadoveanu, dar că nu are bronzul necesar turnării lucrării. Spre surprinderea sa, Ceaușescu i-a trimis „cadou” statuia lui Stalin care, după ce fusese dată jos de pe soclul din Piața Aviatorilor, a rămas depozitată într-un subsol al C.C. al P.C.R. Și astfel, Stalin modelat de Dumitru Demu s-a transformat în Sadoveanu, plămădit de Irimescu.
La 28 octombrie 2005 marele sculptor moare și este înmormântat în cimitirul parohiei Oprișeni.

## Distincții, premii și titluri

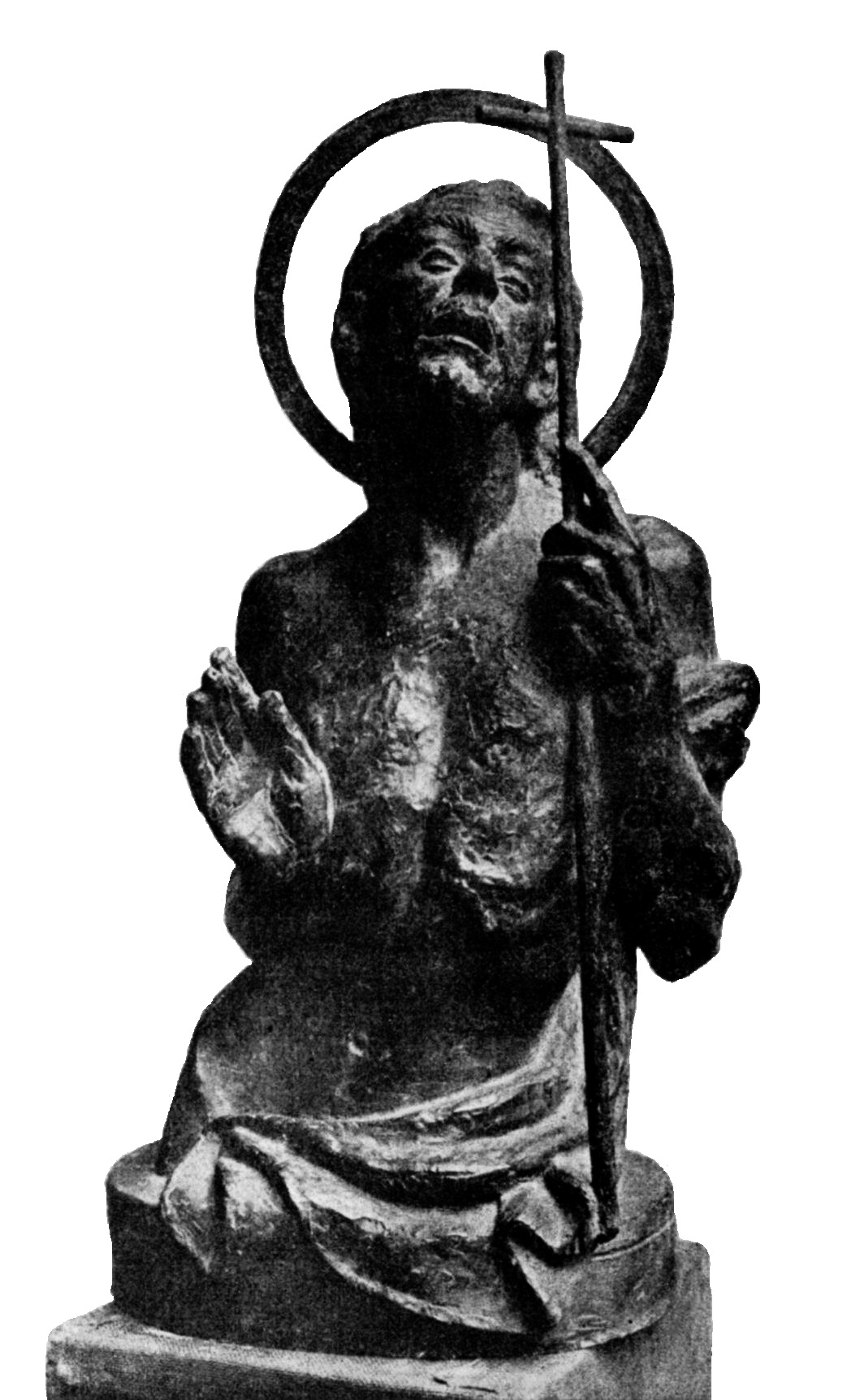
Sfântul Ioan Botezătorul

- Mențiunea de onoare a Societății Artiștilor Francezi (1932)
- Premiul Fundației Elena și Anastase Simu (1935)
- Meritul Cultural în grad de Cavaler clasa I
- Premiul Ministerului Culturii și Artelor (1942)
- Ordinul „Meritul Cultural” în gradul de Medalie cl. I, pentru artă (1 februarie 1943)[7]
- Ordinul Muncii clasa a II-a (9 iunie 1954) „pentru merite deosebite în domeniul artelor plastice”[8]
- titlul de Maestru Emerit al Artei din Republica Populară Romînă (26 august 1954) „pentru merite excepționale în domeniul dezvoltării artei”[9]
- Premiul de Stat clasa I (1955)
- Ordinul „Steaua Republicii Populare Romîne” clasa a IV-a (12 august 1959) „pentru activitate rodnică în dezvoltarea științei și culturii din Republica Populară Romînă”[10]
- Ordinul Muncii clasa I (11 martie 1963) „pentru activitate rodnică desfășurată în domeniul dezvoltării artelor plastice din țara noastră, cu prilejul împlinirii a 60 de ani de la naștere”[11]
- titlul de Artist al Poporului din Republica Populară Romînă (13 ianuarie 1964) „pentru merite deosebite în activitatea desfășurată in domeniul teatrului, muzicii și artelor plastice”[12]
- Ordinul „Meritul Cultural” clasa I (1968) „pentru activitate deosebită în domeniul artelor plastice”[13]
- Ordinul „Steaua Republicii Socialiste România” clasa a II-a (20 aprilie 1971) „pentru merite deosebite în opera de construire a socialismului, cu prilejul aniversării a 50 de ani de la constituirea Partidului Comunist Român”[14]
- Ordinul „23 August” clasa I (5 martie 1973) „pentru activitate îndelungată și merite deosebite în domeniul artelor plastice, cu prilejul împlinirii vîrstei de 70 de ani”[15]
- Ordinul „Meritul Cultural” clasa a II-a (29 aprilie 1983) „pentru contribuția adusă la înfăptuirea politicii partidului și statului de făurire a societății socialiste multilateral dezvoltate în patria noastră și rezultatele deosebite obținute în întrecerea socialistă pentru îndeplinirea și depășirea planului național unic de dezvoltare economico-socială pe anul 1982”[16]
- Ordinul Steaua României în grad de Mare Ofițer (2001)
- Premiul pentru Excelență în Cultura Română (2001).
- președinte al Uniunii Artiștilor Plastici (1978-1990)
- membru de onoare al Academiei Române (1992)